# Dasypus sabanicola
L'armadillo degli llanos (Dasypus sabanicola) è una specie di armadillo diffusa negli llanos di Colombia e Venezuela.
Raggiunge i 65 cm di lunghezza ed i 10 kg di peso: è molto simile all'armadillo a 9 fasce, rispetto al quale ha il carapace di colore più scuro e le orecchie di minori dimensioni.
Si nutre principalmente di formiche: in zone ricche di cibo, le popolazioni raggiungono densità di 280 individui per chilometro quadrato.
Rispetto ai congeneri è meno prolifico, allevando nidiate di 4 cuccioli per volta.